# 1863 en littérature
| Années de la littérature : 1860 - 1861 - 1862 - 1863 - 1864 - 1865 - 1866    |
| Décennies de la littérature : 1830 - 1840 - 1850 - 1860 - 1870 - 1880 - 1890 |

Cet article présente les faits marquants de l'année 1863 en littérature.

## Événements
- 15 décembre : Le Saint-Office met à l’Index l’ensemble de l’œuvre de George Sand.

## Essais
- Dictionnaire raisonné du russe vivant de Vladimir Dahl.
- Maurice Block publie son Dictionnaire de politique.
- Dictionnaire de la langue française d'Émile Littré (1863-1872).
- Vie de Jésus de Renan, succès européen et scandale en France.
- Du principe fédératif et de la Nécessité de reconstituer le parti de la révolution de Pierre-Joseph Proudhon.
- Le Peintre de la vie moderne, recueil d'essais de Charles Baudelaire.
- La Vie sans principe de Henry David Thoreau.
- Adolphe Debouis, Voyage archéologique et liturgique en Normandie de l'abbé Bertin (†1728), Rouen, impr. E. Cagniard.

## Poésie
- Monsieur Prud'homme de Paul Verlaine (août)

## Romans
- Que faire ? de Nikolaï Tchernychevsky qui exerçà une grande influence à une génération de révolutionnaires russes.
- Pour qui fait-il bon vivre en Russie ? de Nikolaï Nekrassov (1863-1877).
- Mer agitée de Aleksey Pisemsky.
- Les Cosaques, de Léon Tolstoï.
- Notes d'hiver sur impressions d'été, de Fiodor Dostoïevski.

- Cinq semaines en ballon, de Jules Verne.
- Le Capitaine Fracasse de Théophile Gautier.
- Mademoiselle de la Quintinie, de George Sand.
- Les Deux Nigauds, L'Auberge de l'Ange gardien et Le Général Dourakine, romans pour enfants de la comtesse de Ségur.
- Les Coups d'épée de M. de La Guerche, roman de cape de d'épée d'Amédée Achard.
- Les Anciens Canadiens, de Philippe Aubert de Gaspé.

## Principales naissances
- 1er août : Stuart Fitzrandolph Merrill, poète symboliste américain d'expression française († 1er décembre 1915).

## Principaux décès
- 17 septembre : Alfred de Vigny, écrivain, dramaturge et poète français (° 27 mars 1797).
- 20 septembre : Jacob Grimm, philologue et écrivain allemand (° 4 janvier 1785).
- 6 octobre : Frances Trollope, romancière anglaise (° 10 mars 1779).
- 13 décembre : Christian Friedrich Hebbel, poète et dramaturge allemand (° 18 mars 1813).
- 24 décembre : William Makepeace Thackeray, romancier anglais (° 18 juillet 1811).